# 官方 (法人)
官方（有時譯作國王、王冠、皇室）泛指英聯邦王國或是其下級行政區劃（如州、省及皇家屬地）政治實體的各種面貌。法律上定義不明確，不同用法有不同意思。可以指君主個人身份、國事上的身份，也可以指法律制度、政府職能及公務員體制。在從英國獨立並繼承普通法制度的共和國，如美國及愛爾蘭，相應的概念被改稱作「人民」或「國家」；主權移交前香港法律一般把the Crown譯作官方（參見官地）。官方是同時代表行政、立法與司法的單一法團。最初在英格蘭王國發展出官方的概念，是為了把君主具公共性質的財產與君主的私人財產分開。這概念經由英國殖民統治，現在植根於英國、大英國協王國14個獨立國家與3個皇家屬地的法律詞彙。

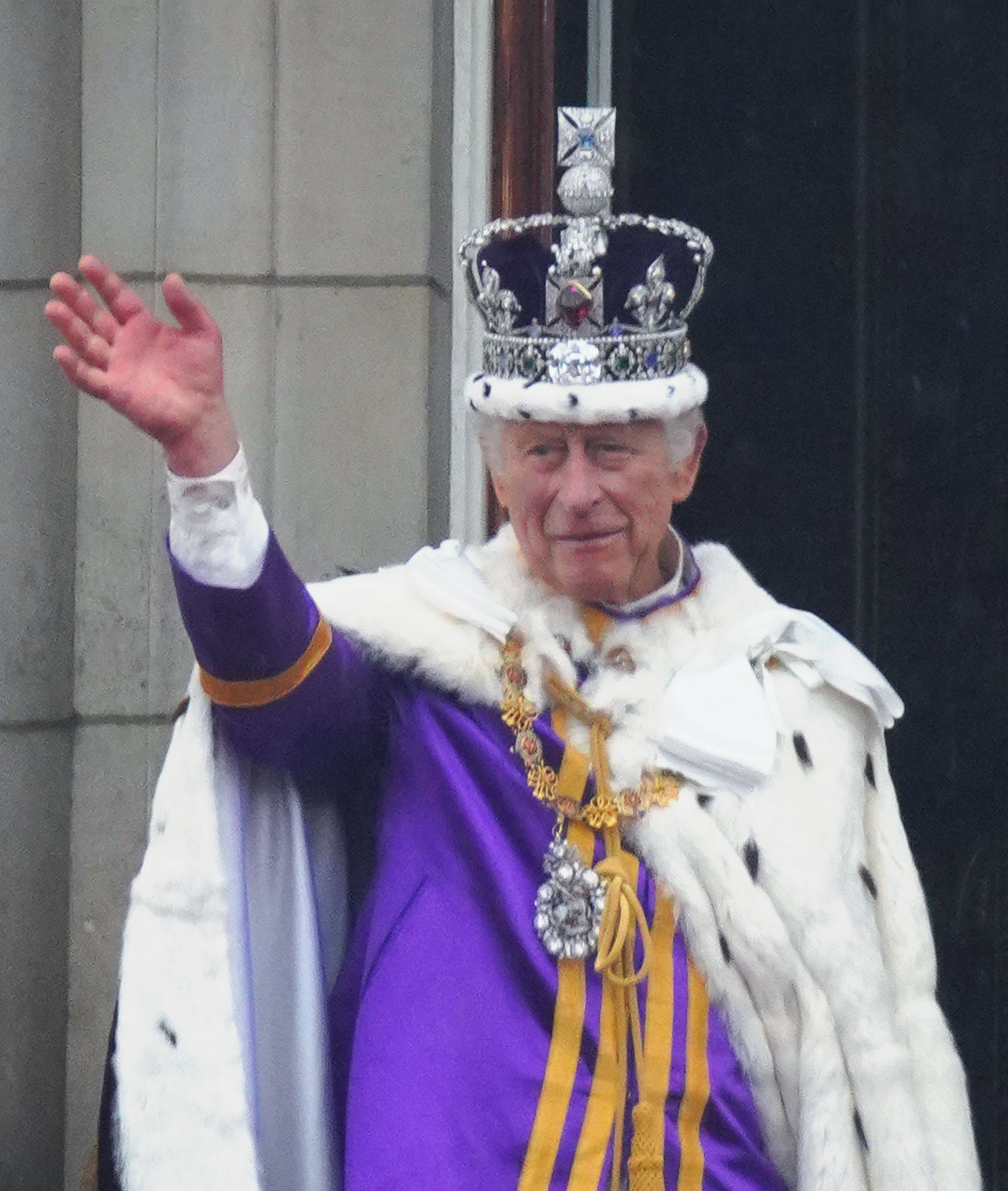
君主是英联邦王国的象征（图为英联邦王国君主查爾斯三世）

## 概念
國王（the Crown）的概念從封建制度而起。歐洲各國的傳統各有不同，而在英格蘭王國的一切封建權利與特權最終都歸屬統治者。例如土地方面，國王把土地授予領主以交換軍事服務， 而領主則把土地轉租給下級領主。又例如國王是所有財產的最終擁有人，所以當某樣財物變成無主財物，該財物即歸於官方擁有。
君主本人是官方在世的體現，被視為國家的擬人化。 於是，在位的君主身上被視為有兩種同時存在的角色，其一是他天生為人的角色，其二是法律所賦予他的國家角色。官方與君主本人「概念上可分割，但法律上不可分割——此公職沒有人擔任就不能存在」。 「國家」、「官方」、「（某屬土）賦予權利的官方 （the Crown in right of [jurisdiction]）」、「以（某屬土）為權利主體的國王陛下 （His Majesty the King in Right of [jurisdiction]）」等用語都是同義詞，有時君主的法律人格也會簡稱作相關屬土的地名。（在大陸法系國家，國家的概念相當於國王）。

### 香港
香港主權移交前，香港法律一般把the Crown譯作「官方」。1997年，臨時立法會通過《香港回歸條例》，把香港特別行政區法律中對官方的提述作適應化修改。視乎範疇，官方分別須解釋為中華人民共和國中央人民政府，或是香港特别行政區政府。

## 另見
- 官地